# Rosa María Robles Montijo
Rosa María Robles Montijo (Culiacán, Sinaloa, México, 21 de octubre de 1963). Estudió la carrera de pintura en la Escuela de Artes y Oficios en la Universidad Autónoma de Sinaloa complementando su formación en la Escuela Nacional de Pintura, Escultura y Grabado «La Esmeralda» en la Ciudad de México. Uno de los temas recurrentes en su obra es la violencia y la indiferencia usando el arte como un medio de denuncia para provocar la reflexión.

## Trayectoria
En el 2007 fue su obra Navajas la que atrajo la atención tanto en su estado natal como en el resto del país. En la edición 2007 formó parte del Sistema Nacional de Creadores de Arte, en la disciplina de artes visuales con la especialidad de Escultura.
La escultura en gran formato fue la técnica más importante para Rosa María en sus primeros años de trayectoria. Utilizando grandes formatos de talla en madera, técnica mixta y devastando raíces de árboles ganó en el año de 1992 la Primera Edición de la Bienal Femsa en la ciudad de Monterrey con el Gran Premio de Adquisición en el formato tradicional. Esta pieza llevó por nombre Álamo Santo (1992), Madera de álamo y basalto. Esta obra de grandes dimensiones fue llevada en una sola pieza hasta el Museo de Monterrey recibiendo valiosas críticas por parte del jurado destacando la osadía de una mujer para trabajar la madera en dimensiones monumentales.
A lo largo de su trayectoria se ha mantenido cercana a la realidad social tanto de su entidad de nacimiento como del país entero. Hasta el 2010 había participado en más de 50 exposiciones colectivas y ha recibido diversos premios en las categorías tanto de escultura y como de pintura.
Rosa María Robles pertenece a una generación de mujeres destacadas en las artes visuales entre las que podemos mencionar: Teresa Margolles, Betsabeé Romero, Mónica Castillo, Miriam Medrez, Martha Pacheco entre otras.

## Formación
Estudió en la Escuela de Artes y Oficios de la Universidad Autónoma de Sinaloa y en la Escuela Nacional de Pintura, Escultura y Grabado, La Esmeralda.

## Obras

### Exposición de 10 Escultura (1986)
En el marco del XIV Festival Internacional Cervantino presentó una docena de esculturas. Todas ellas realizadas con materiales que la artista rescató de lo que los ciclones dejaban a su paso en su estado natal, Sinaloa.
La artista quien es una defensora declarada del medio ambiente comentó sobre esta exposición:
“Siento un amor muy fuerte por la naturaleza y una indignación enorme hacia quiénes la destruyen, pues en ella concibo la magia de la vida Creo en los que luchan incansablemente por alcanzar la paz interna, la paz externa, y mantenerla siempre viva Creo en quiénes desde su espacio, y con sus elementos, son capaces de recrearse a sí mismos y de recrear el entorno de los demás Creo en lo que estremece hasta al más insensible Creo, pues, en la preservación de la vida Rescatar lo perdido para dignificar de nuevo su presencia, y jamás dar por perdido lo presente”
Entre ellas:
- Postigos (1983). Materiales: madera de cedro, herrajes, piedras y huesos. Dimensiones:253×109×87 cm.
- Refugio de duendes (1984). Materiales: madera de álamo, herrajes, huesos, ónix y agua. Dimensiones: 210 x 120 cm.
- Reino de serpientes (1985). Materiales: madera de álamo, piedras y herrajes. Dimensiones: 84 x 95 x 116 cm.
- Panga (1986). Materiales: madera de álamo y ceiba, herrajes y agua. Dimensiones: 350 cm de largo, 280 cm de ancho, 80 cm de alto. Peso aproximado: una tonelada.
- Pila de los deseos (1986). Materiales: madera de álamo, piedras, agua y navajas. Dimensiones: 173 cm de largo × 96 cm de ancho×68 cm de alto. Peso aproximado: 800 kg.
- Santuario (1986). Materiales: madera de álamo, hierro, cuernos de vaca, ónix rojo pulidos y veladoras. Dimensiones: Dos metros de alto por dos metros de circunferencia.[2]

### Navajas(2007)[3]
Es una obra que en un inicio estaba compuesta por diversos objetos como cobijas, ropa, notas rojas, incluyendo una instalación y que después de recorrer diversos museos tanto nacionales como internacionales en el año 2012 aproximadamente se le sumaron varias piezas de La rebelión de los íconos integrada por objetos y videoinstalación además de fotografías, conformando así la segunda parte del proyecto.
En palabras de la artista:
"Lo que busco es plantear una reflexión sobre la violencia y la indiferencia de la sociedad".
Dicha pieza fue exhibida en el 2007 en el Museo de Artes de Sinaloa, la cual incluía una La alfombra roja: "hecha de 8 cobijas teñidas con sangre de víctimas del narcotráfico, lo que dio lugar a la polémica por usar objetos periciales.
La Procuraduría General de Justicia de Sinaloa (PGJS), retiraría las cobijas además de un par de ojos de una persona asesinada en Culiacán, que también formaba parte de la exposición. Motivo por el cual la artista sustituiría dichas cobijas por otras que teñiría con su propia sangre. Una vez realizada la sustitución expresó: "En virtud de que legalmente no es posible exhibir cobijas auténticas de personas asesinadas y encobijadas en Sinaloa, dejo aquí esta cobija manchada con mi propia sangre para seguir planteando una reflexión profunda sobre la creciente violencia y el doloroso silencio con que nuestra sociedad la enfrenta." 
El empleo de elementos relacionados con la violencia generada por el narcotráfico generó que algunos medios de comunicación calificaran de “narquil” el trabajo de la artista, o bien que su obra es una apología de la violencia. Lo cual se ha traducido en censura hacia su trabajos. Sin embargo la televisión cubana consideró a “Navajas” como la mejor muestra internacional de Artes Visuales en el 2010.
Ante dichas críticas la artista opina:
	"No voy a entrar en la batalla de las palabras, mi obra habla por sí sola y en el silencio dice más. 	Yo no intento convencer a nadie de lo contrario, no es mi asunto, me dediqué al arte porque es 	mi manera de expresar lo que siento y lo que soy. Y lo que espero es que mi obra provoque 	emociones, que la gente se interese en saber verdaderamente qué digo y por qué lo hago. No 	puedo ser una artista indiferente al aspecto social ni mantenerme al margen con las cosas que 	pasan en mi alrededor".
La obra también que se extendía a lo largo del Museo de Artes, culminaba al subir las escaleras del mismo donde las personas asistentes a la exposición se encontraban frente a un enorme espejo. En el que las personas asistentes podían verse reflejadas.
La obra (con 43 piezas) se exhibió, con su primera y segunda parte, de noviembre del 2012 a finales de febrero del 2013 con la curaduría de Ileana Diéguez, en el Instituto Potosino de Bellas Artes, en San Luis Potosí.

### Sueño de la espiral eterna(1997-2012)
Obra realizada en vitral con la técnica Stained glass que mide 37 metros cuadrados y en que se representan figuras marinas, teniendo como tema la preservación de las especies marinas y vegetales. Este vitral es el primero en ser diseñado y realizado por la artista para un espacio público, se encuentra en la fachada del edificio del Centro de Cómputo y la Biblioteca Central de la Universidad Autónoma de Sinaloa.
Y al respecto la artista comentó:
"Se trata de formas ondulantes y orgánicas que giran en elipse con una hermosa combinación de cristales de colores, que con la luz natural exterior sorprenderán a los visitantes".

### El Grito(2012)
Escultura en metal con acabado en pátina de color bronce-óxido. Pesa tonelada y media y mide 4.5 metros de alto sobre una base piramidal de 3x3.
En el marco del Día de la Libertad de Expresión 7 de junio de 2012, se inauguró la escultura y se encuentra ubicada en el Centro Cultural Genaro Estrada del Instituto Sinaloense de Cultura.
La obra tiene una placa que dice:
	“'Símbolo de la defensa de los derechos humanos y la libertad de expresión en Sinaloa, 7‐junio‐2012, Rosa María Robles Montijo"

### País de Fantasmas(2014)[12]
Se presentó en la Casa Universitaria del Libro de Monterrey. La pieza consistía en un altar de muertos color blanco, de tres niveles, rodeado con veladoras blancas y el centro estaba teñido con sangre de artistas que donaron mediante un performance para la obra. En la parte superior del altar se encontraba un ataúd de cristal vacío simbolizando a los miles de personas desaparecidas en México. Y en el techo en lugar de papel picado se encontraban periódicos con titulares de hechos violentos.
Al respecto la artista comentó:
“El tema del altar es la violencia y la propuesta que estoy haciendo no es tanto una reflexión, sino una denuncia, una denuncia con mucho coraje”.
Cabe destacar que unos meses antes de que la obra fuera inaugurada, en la ciudad de Iguala ubicada en el estado de Guerrero 43 estudiantes de la escuela normal rural de Ayotzinapa, fueron detenidos por policías municipales sin que hasta la fecha se tenga conocimiento de su paradero.
Tema que la artista comentó en entrevista con el periódico El porvenir:
“Para mi la pieza es un grito con una rabia espantosa porque considero que está coincidiendo con un momento negro del país que venimos arrastrando hace tiempo y que ahora con los jóvenes desaparecidos en Ayotzinapa, fue como la gota que derramó el vaso”.
Respecto a su papel como creadora también comentó:
"No soy ninguna mensajera de la paz, soy una creadora a la que le interesa hablar de los temas que le afectan y nos afectan a la mayoría, y uno de esos es la violencia. Mi obra, en general, es incómoda para las instituciones y los políticos, pero también para la sociedad ”.
Y si bien el arte no solucionará la problemática si puede ayudar para que “la sociedad esté en acción, participando y moviéndonos”.

## Premios
Premio Nacional de Cuizmala 1988, en Guadalajara, Jalisco (1.er lugar de escultura).
Premio en Escultura de la Primera Bienal de Monterrey en 1992.
Gran Premio Omnilife 2000 en escultura para mayores de 35 años.
Premio de adquisición en el VIII Salón de la Plástica Sinaloense
Premio en el Salón de la Plástica del Noroeste (en tres ocasiones).
VII Bienal de Artes Plásticas del Noroeste (1.er lugar de pintura).
Gran Premio de Adquisición en el formato Tridimensional, Bienal FEMSA(2014).

## Becas
Becaria del Fonca en 1994 en Proyectos y Coinversiones.
Becaria del Foeca Sinaloa en tres ocasiones (1995, 1999 y 2002).

## Festivales
Segundo Festival Internacional de Escultura en Nieve y Hielo en Perm, Rusia.
Quinto Symposium Internacional de Escultura en Piedra, en Vejprty, República Checa.

## Exhibiciones
Museo de Arte Contemporáneo de Monterrey (Marco).
Museo Nacional de Bellas Artes de La Habana
Corredor Escultórico, en Comitán, Chiapas.

## La Aurora[15]
Es la primera fábrica de azúcar ubicada en Sinaloa que data desde 1876, considerada patrimonio histórico e industrial. Y que en el 2012 fue su Casa Estudio.
Rosa María Robles propuso en 2014 al alcalde de Culiacán, Sergio Torres Félix, realizar una escultura, cuyo pago de parte del Municipio sería destinado para convertir las ruinas de la antigua harinera La Aurora en un recinto cultural y galería de arte.
El 26 de septiembre del 2015, se realizó el primer evento cultura en dicho espacio con la presencia del grupo Los Moustros
Rosa María Robles, es coordinadora del espacio, pero es un consejo curatorial, integrado por artistas sinaloenses, quienes decidan sobre las actividades que se programarán: “No quiero ser yo sola quien tenga esta responsabilidad, porque yo quiero salir de Culiacán, que un consejo pueda dar seguimiento a las actividades”.
Cabe destacar que el proyecto de La Aurora la ha llevado a incursionar en la escritura, como autora de una obra de teatro y una novela.